# Leopoldo Méndez
Leopoldo Méndez (Città del Messico, 30 giugno 1902 – Città del Messico, 8 febbraio 1969) è stato un disegnatore, incisore e grafico messicano tra i più importanti del XX secolo e del Messico.

## Biografia
Méndez è nato a Città del Messico, uno di otto figli, da padre calzolaio, e madre contadina di origini indigene Nahua. I suoi genitori sono morti prima che compisse due anni ed è stato cresciuto principalmente da sua zia. Si interessò al disegno alla scuola elementare e in seguito raccontò di aver gareggiato con un altro ragazzo della sua classe per essere il migliore nel disegnare navi da guerra. La famiglia di suo padre era stata attivista: suo nonno paterno è morto in una battaglia durante l'intervento francese in Messico e suo padre ha resistito al regime di Porfirio Díaz. Méndez divenne politicamente attivo, sostenendo gli obiettivi della rivoluzione messicana ma lavorando in silenzio e per lo più in modo anonimo, opponendosi al concetto di fare arte a scopo di lucro a causa della sua convinzione che il vero valore dell'arte fosse la sua utilità sociale.